# ERENA
『ERENA』（エレナ）は、小野恵令奈の唯一のアルバム。2013年6月19日にワーナーミュージック・ジャパンから発売された。
通常盤（WPCL-11280）、DVD付の初回限定盤A（WPZL-30498/9）、ボーナスCD付の初回限定盤B（WPCL-11278/9）の3形態で発売。初回限定盤Bのジャケットイラストはのん（逢坂望美）が担当。

## 収録曲

### CD
特記以外、作詞：小野恵令奈、作曲・編曲：SmileR
1. えれぴょん
1stシングル。「リーガル・ハイ」オープニングテーマ。
2. 君があの日笑っていた意味を。
作曲：森谷康昭、編曲：賀佐泰洋
4thシングル。
3. ERENA
作曲：佐々木久夫、編曲：賀佐泰洋
タイトルチューン。
4. RIBBON
5. ファイティング☆ヒーロー
作詞：飯岡隆志、作曲：長阪浩成、編曲：賀佐泰洋
5thシングル。「タンクトップファイター」主題歌。通常盤のみ。
6. ひとり
作曲：Nick Wood、編曲：SCUDERIA☆180
7. STARRY SKY
作詞：白波瀬ミキ、作曲：Rio Okano、編曲：SCUDERIA☆180
8. 素直
作詞：白波瀬ミキ、作曲：森谷康昭、編曲：賀佐泰洋
9. 虹のかかる空に…
作詞：SmileR
10. えれにゃん
2ndシングル。
11. Say!!いっぱい
3rdシングル。通常盤のみ。
12. 恋リズム
作詞：小原明子、作曲：木村真也、編曲：SCUDERIA☆180
13. happy time
作曲：佐々木久夫、編曲：SCUDERIA☆180

### DVD（初回限定盤A）
1. ERENA -MUSIC VIDEO-
2. ERENA -DOCUMENTARY-

### ボーナスCD（初回限定盤B）
こちらはVOCALOIDカヴァーアルバムである。
1. twitter
作詞・作曲・編曲：ダルビッシュP
元々初音ミクを用いた楽曲。オリジナルはダルビッシュPのアルバム「5150」に収録。
2. 千本桜
作詞・作曲・編曲：黒うさ、初収録：「えれにゃん」（全て）
同上。オリジナルは「EXIT TUNES PRESENTS Vocalodream feat.初音ミク」「V love 25〜Brave Heart〜」等と黒うさPのアルバム「5th ANNIVERSARY BEST」に収録。
3. 嗚呼、素晴らしきニャン生
作詞・作曲・編曲：Nem、初収録：「えれにゃん」（初回限定盤C除く）
元々Megpoid（GUMI）と鏡音レンを用いた楽曲。オリジナルは「EXIT TUNES PRESENTS Vocalocluster feat.初音ミク」とNemのアルバム「from Neverland 〜Best of Nem〜」に収録。
4. 恋愛勇者
作詞・作曲・編曲：Last Note.、初収録：「君があの日笑っていた意味を。」（初回限定盤B）
元々GUMIを用いた楽曲。オリジナルは「EXIT TUNES PRESENTS Vocaloconnection feat.初音ミク」とLast Note.のアルバム「セツナコード」に収録。
5. ハッピーチューン
作詞・作曲・編曲：Last Note.、初収録：「ファイティング☆ヒーロー」（初回限定盤B）
後にLast Note.のアルバム「セツナコード」に初音ミクを用いたセルフカバーが収録。
6. エレティカ
作詞・作曲・編曲：マチゲリータ
7. ロミオとシンデレラ
作詞・作曲・編曲：doriko、初収録：「Say!!いっぱい」（初回限定盤B）
元々初音ミクを用いた楽曲。オリジナルは「初音ミク ベスト〜impacts〜」「VOCALOID BEST from ニコニコ動画 (あか)」等とdorikoのアルバム「ロミオとシンデレラ」「花束〜the best of doriko feat.初音ミク〜」に収録。
8. ノーナイデンパ
作詞・作曲・編曲：YM
元々GUMIを用いた楽曲。オリジナルは「EXIT TUNES PRESENTS GUMish from Megpoid」とYMのアルバム「センセーショナル大革命」に収録。
9. 東京テディベア
作詞・作曲・編曲：Neru
元々鏡音リンを用いた楽曲。オリジナルは「EXIT TUNES PRESENTS Vocalocluster feat.初音ミク」とNeruのアルバム「世界征服」に収録。

## 演奏
えれぴょん
- SmileR：Programming, All Other Instruments

君があの日笑っていた意味を。
- 賀佐泰洋：Keyboard, Programming
- 高慶"CO-K"卓史：Guitars
- 澤田浩史：Bass
- 佐野康夫：Drums

ERENA
- 賀佐泰洋：Keyboard, Programming
- 高慶"CO-K"卓史：Guitars
- 安達貴史：Bass
- 髭白健：Drums

RIBBON
- SmileR：Programming, All Other Instruments
- 高慶"CO-K"卓史：Guitars
- 宮本將行：Bass
- 髭白健：Drums

ひとり
- SCUDERIA☆180：Programming, All Other Instruments
- 高慶"CO-K"卓史：Guitars
- 千葉"naotyu-"直樹：Keyboard

STARRY SKY
- 高慶"CO-K"卓史：Programming, All Other Instruments
- 安部潤：Piano
- 雨宮麻未子：Violin
- 髭白健：Drums

素直
- 賀佐泰洋：Keyboard, Programming,
- 高慶"CO-K"卓史：Guitars
- 高間有一：Bass
- 渋谷憲：Drums

虹のかかる空に…
- SmileR：Programming, All Other Instruments

えれにゃん
- SmileR：Programming, All Other Instruments

恋リズム
- 千葉"naotyu-"直樹：Keyboard
- 高慶"CO-K"卓史：Guitars
- 安達貴史：Bass
- 石井悠也：Drums

happy time
- 千葉"naotyu-"直樹：Keyboard
- 高慶"CO-K"卓史：Guitars
- 安達貴史：Bass
- 髭白健：Drums

twitter
- ダルビッシュP：Programming, All Other Instruments

千本桜
- WhiteFlame：Programming, All Other Instruments

嗚呼、素晴らしきニャン生
- Nem：Programming, All Other Instruments

恋愛勇者
- Last Note.：Programming, All Other Instruments

ハッピーチューン
- Last Note.：Programming, All Other Instruments
- 中西：Guitars
- 色白：Bass

エレティカ
- マチゲリータ：Programming, All Other Instruments

ロミオとシンデレラ
- doriko：Programming, All Other Instruments

ノーナイデンパ
- YM：Programming, All Other Instruments

東京テディベア
- Neru：Programming, All Other Instruments